# Ranunculus hetianensis
Ranunculus hetianensis L. Liou – gatunek rośliny z rodziny jaskrowatych (Ranunculaceae Juss.). Występuje endemicznie w Chinach w południowo-zachodniej części regionu autonomicznego Sinciang. 

## Morfologia
PokrójBylina o lekko owłosionych pędach. Dorasta do 20 cm wysokości.
LiścieMają kształt od owalnego do eliptycznego. Mierzą 1,5–2 cm długości oraz 1,5–2 cm szerokości. Nasada liścia ma prawie sercowaty kształt. Brzegi mają 2 lub 3 pary nieregularnych ząbków. Wierzchołek jest tępy. Ogonek liściowy jest nagi i ma 5,5–9 cm długości.
KwiatySą pojedyncze. Pojawiają się na szczytach pędów. Mają żółtą barwę. Dorastają do 13 mm średnicy. Mają 5 eliptycznych działek kielicha, które dorastają do 7 mm długości. Mają 5 podłużnych płatków o długości 8 mm.
OwoceNagie niełupki o długości 1–2 mm. Tworzą owoc zbiorowy – wieloniełupkę o jajowatym lub kulistym kształcie i dorastającą do 3–7 mm długości.

## Biologia i ekologia
Rośnie na łąkach. Występuje na obszarze górskim na wysokości około 3200 m n.p.m. Kwitnie w lipcu. Latem preferuje stanowiska w cieniu. Dobrze rośnie na wilgotnym i próchnicznym podłożu.